# UWC México 43
UWC México 43: Ramos vs. Peñaloza fue un evento de artes marciales mixtas producido por Ultimate Warrior Challenge México, que se llevó a cabo el 28 de abril de 2023 en el Auditorio Nacional de Tijuana, Baja California, México.